# Potamarius usumacintae
Potamarius usumacintae es una especie de pez de la familia Ariidae en el orden de los Siluriformes.

## Morfología
• Los machos pueden llegar alcanzar los 59,5 cm de longitud total.

## Hábitat
Es un pez de agua dulce y de clima tropical

## Distribución geográfica
Se encuentran en Centroamérica: es una especie de peces endémica de la  cuenca del río Usumacinta (Guatemala y México ).